# Noce blanche
Pour plus de détails, voir Fiche technique et Distribution.
Noce blanche est un film français réalisé par Jean-Claude Brisseau sorti en 1989.

## Synopsis
Dans un lycée de Saint-Étienne, Mathilde Tessier, 17 ans, réputée pour son absentéisme chronique, arrive en retard à son cours de philosophie et n’est pas admise en classe. Son professeur, François Hainaut, l’aperçoit peu après à un arrêt de bus où la jeune fille fait un malaise. Demandant à rentrer chez elle pour se reposer, elle est raccompagnée en voiture par son professeur. Celui-ci revient la voir en fin de journée. Mathilde lui explique que ses parents sont absents : sa mère, suicidaire, séjourne à l’hôpital ; son père vit à Paris. Elle lui demande de rester avec elle pour dîner. Une complicité s’installe. François demande à Mathilde de revenir en cours désormais.
Le lendemain, la jeune fille se présente en classe de philosophie et excelle en expliquant avec facilité l’inconscient freudien à l’ensemble de la classe. M. Hainaut, impressionné, intervient en sa faveur lors d’un conseil de discipline pour lui permettre de rester dans l’établissement deux mois de plus, jusqu’à Pâques. En fin de journée, François revient chez Mathilde, qui lui démontre qu’elle peut être brillante mais se désintéresse de sa scolarité. Il l’aide à comprendre un cours de mathématiques, mais quitte la maison brutalement après qu’un garçon de l’âge de Mathilde arrive à son tour pour la voir en étant reçu à l’abri des regards.
Mathilde, comprenant qu’il s’agit de jalousie, fait des avances de plus en plus claires à son professeur. Elle l’appelle à son domicile pour lui souhaiter bonne nuit, lui touche la main quand il se trouve à ses côtés en cours, jusqu’à ce qu’un jour, alors que François vient chez elle après une nouvelle journée d’absence, la jeune fille et son professeur couchent ensemble. La femme de François comprend que son mari est attiré par l’une de ses élèves.
Au cours des semaines suivantes, Mathilde réalise des progrès scolaires considérables dans toutes les matières et son exclusion n’est plus d’actualité. Aux vacances de Pâques, François et Mathilde prévoient de passer deux semaines ensemble, mais une nouvelle tentative de suicide de la mère de Mathilde l’oblige à partir la voir à l’hôpital. Avant son départ, elle avoue à François que ses deux grands frères étaient dealers et sont partis vivre à l’étranger. Démunie à la suite de leur départ, elle-même consommatrice de substances illicites, Mathilde s’est alors prostituée pendant trois ans en entrant dans un réseau, puis en est sortie d’elle-même.
La femme de François, épuisée par les innombrables appels de Mathilde à son domicile, quitte le foyer. François se retrouve seul et se raccroche à ses échanges téléphoniques avec Mathilde, dont il est devenu profondément amoureux. La jeune fille revient plus tôt que prévu et demande à François de quitter sa femme. Celui-ci est toutefois conscient du fait que leur amour est impossible, s’inquiète du qu’en-dira-t-on, et refuse. Les deux amants se séparent.
De retour en cours après les vacances, Mathilde joue la provocation. Elle se met en couple avec un camarade de classe et le montre ostensiblement en cours de philosophie. Un jour, pendant qu'il est en train de corriger des copies dans sa salle de cours, elle se fait sciemment remarquer à lui par ses gémissements lors d'un rapport sexuel qu'elle commet dans la salle adjacente à celle où se trouve François. Elle appelle régulièrement chez les Hainaut sans dire un mot lorsque le téléphone est décroché et envoie des menaces à l'épouse de François. Un jour, ce dernier emmène la jeune fille dans sa salle de classe en l’absence d’autres élèves pour lui sommer d’arrêter. Mathilde lui répète qu’elle l’aime, François ne peut résister et les deux amants ont une relation dans l’établissement. Un élève les surprend, puis ameute ses camarades. Le scandale donne lieu à l’intervention du proviseur. Mathilde est immédiatement envoyée à Paris. Sa mère décède au lendemain de cet incident. François Hainaut, blâmé par l’administration, est muté à Dunkerque. Sa femme se sépare de lui et reste à Saint-Étienne.
Un an plus tard, François est appelé par la police municipale de Dunkerque. Mathilde a été retrouvée morte non loin de chez lui. François découvre que celle-ci avait pris une chambre en face du lycée de Dunkerque pour l'observer par la fenêtre. Le propriétaire de la chambre où séjournait la jeune fille explique que celle-ci s’est laissée mourir. Mathilde a laissé au mur un message à destination de son ancien professeur, faisant allusion à la pensée d’un philosophe étudié ensemble : « L’océan, François, il y a l’océan ». Sur un livre dont il est l’auteur, la jeune fille a écrit « Pardon ».

## Fiche technique
- Titre : Noce blanche
- Réalisation : Jean-Claude Brisseau
- Scénario : Jean-Claude Brisseau
- Production : Margaret Ménégoz
- Société de production : Les Films du Losange
- Musique : Jean Musy
- Photographie : Romain Winding
- Montage : María Luisa García
- Costumes et décors : María Luisa García
- Pays de production :  France
- Format : Couleurs - 1,37:1 - Mono - 35 mm
- Genre : drame , romance
- Durée : 92 minutes
- Date de sortie[1] :
  - France : 8 novembre 1989
- Entrées : 1 879 000

## Distribution
- Vanessa Paradis : Mathilde Tessier
- Bruno Cremer : François Hainaut
- Ludmila Mikaël : Catherine Hainaut
- Véronique Silver : la conseillère d'éducation
- François Négret : Carpentier
- Jean Dasté : le concierge à Dunkerque
- Philippe Tuin : le surveillant

## Production

### Casting
Il s'agit du premier film de Vanessa Paradis, qui est âgée de 16 ans au moment du tournage. Initialement, Charlotte Valandrey avait été pressentie pour interpréter Mathilde : selon l'actrice, le rôle lui aurait échappé car la production refusait de l'assurer en raison de sa séropositivité. Le réalisateur Jean-Claude Brisseau a réagi aux déclarations de la comédienne en précisant que, si l'état de santé de Charlotte Valandrey avait bel et bien préoccupé les producteurs, il avait finalement choisi Vanessa Paradis car celle-ci lui semblait mieux convenir au personnage.
Jean-Claude Brisseau a confié au magazine Platine qu'avant de choisir Bruno Cremer pour le rôle-titre de son film, il avait pensé, dans un premier temps, à Alain Delon pour l'interpréter.

### Tournage
Le tournage a principalement eu lieu à Saint-Étienne, notamment rue des Deux Amis et au collège du Portail Rouge. Une autre partie du tournage s'est déroulée à Dunkerque, notamment au Lycée Jean-Bart.
 (juillet 2024).
Si vous êtes l’auteur de ce texte, vous êtes invité à donner votre avis ici. À moins qu’il soit démontré que l’auteur de la page autorise la reproduction et que ce contenu soit compatible avec les principes fondateurs de Wikipédia, cette page sera supprimée ou purgée au bout d’une semaine maximum. En attendant le retrait de cet avertissement, veuillez ne pas réutiliser ce texte.
Lors de l'enquête qui a précédé le procès en 2005 de Jean-Claude Brisseau pour harcèlement sexuel sur plusieurs actrices, la mère de Vanessa Paradis a rapporté « un incident », selon l'ordonnance de renvoi, au cours du tournage de Noces blanche. Jean-Claude Brisseau avait demandé à l'actrice, alors qu'elle était mineure, de se masturber devant lui et sa compagne. Vanessa Paradis s'était plainte de subir un harcèlement moral .

## Citations
Le personnage de Bruno Cremer montre à sa classe le film Le Rayon vert d'Éric Rohmer.

## Distinctions
- César du meilleur espoir féminin pour Vanessa Paradis et nomination aux Césars de la meilleure affiche (Dominique Bouchard) et du meilleur second rôle féminin pour Ludmila Mikaël en 1990.
- Prix Romy-Schneider pour Vanessa Paradis en 1990.